# Lycaeides maritimalpina
Lycaeides maritimalpina är en fjärilsart som beskrevs av Beuret 1938. Lycaeides maritimalpina ingår i släktet Lycaeides och familjen juvelvingar. Inga underarter finns listade i Catalogue of Life.